# إيما روكا رودريغيز
إيما روكا رودريغيز (بالإسبانية: Emma Roca i Rodríguez)‏ هي إمرأة إطفاء إسبانية، ولدت في 12 أغسطس 1973 في برشلونة في إسبانيا.

## وصلات خارجية
- الموقع الرسمي